# José Yáñez
José Antonio Yáñez Ordaz (ur. 19 marca 1932 w Hawanie) – kubański zapaśnik walczący w stylu wolnym. Olimpijczyk z Rzymu 1960, gdzie zajął siedemnaste miejsce w wadze lekkiej.
Brązowy medalista igrzysk panamerykańskich w 1955 i 1959. Wicemistrz igrzysk Ameryki Środkowej i Karaibów w 1954 roku.
Chorąży reprezentacji na igrzyskach w 1960 roku. 

## Letnie Igrzyska Olimpijskie 1960
| Konkurencja      | Eliminacje                | Eliminacje           | Klas. końcowa |
| Konkurencja      | Przeciwnik I              | Przeciwnik II        | Miejsce       |
| ---------------- | ------------------------- | -------------------- | ------------- |
| 67 kg styl wolny | Martti Peltoniemi (FIN) P | Parkash Gian (IND) P | 17.           |